# Cryptocephalus striatulus
Cryptocephalus striatulus är en skalbaggsart som beskrevs av J. L. Leconte 1880. Cryptocephalus striatulus ingår i släktet Cryptocephalus och familjen bladbaggar. Inga underarter finns listade i Catalogue of Life.